# Eva Lundgren
Pour les articles homonymes, voir Lundgren.
Eva Lundgren (née le 24 novembre 1947), d'origine norvégienne, est une sociologue et une féministe suédoise. À l'origine, elle a obtenu un doctorat en théologie. Ses recherches sur l'obligation de religion faite aux femmes l'ont rapprochée de la sociologie. Depuis 1993, elle est professeur de sociologie à l'Université d'Uppsala.

## Publications
- « Captured Queen: Men’s Violence against Women in "Equal" Sweden – A prevalence study », Eva Lundgren, Gun Heimer, Jenny Westerstrand, Anne-Marie Kalliokoski, Université d’Uppsala, Brottsoffermyndigheten (Autorité responsable du soutien et des dommages et intérêts aux victimes d'actes criminels), 2001.